# De compositione saturarum
Il De compositione saturarum è un'opera di Marco Terenzio Varrone, non pervenuta, appartenente al gruppo di studi storico-letterari e filologici dell'erudito reatino.
L'opera, di cui rimangono pochi frammenti, poneva l'attenzione sulla composizione di un genere letterario, la satira romana, largamente utilizzato da Varrone nel corso della sua vita.